# Министерство местного самоуправления и регионального развития Норвегии
Министерство местного самоуправления и регионального развития Норвегии отвечает за жилищно-строительную, региональную и сельскую политику, муниципальные и районные администрации и финансы, и проведение выборов в Норвегии.

## Отделы
- Департамент по вопросам местного самоуправления
- Департамент регионального развития
- Жилищно-строительное управление
- Отдел планирования и по административным вопросам
- Отдел коммуникации

### Дочерние органы
- Норвежский государственный жилищный банк
- Национальное управление строительной техники